# École supérieure d'art de La Réunion
Pour les articles homonymes, voir École des beaux-arts et École supérieure d'art.
L’École supérieure d'art de La Réunion ou ESA Réunion est un établissement d'enseignement supérieur français agréé par le ministère de la Culture.

## Historique
Située sur le territoire de la ville du Port, elle a été fondée en 1991 par Alain Séraphine qui quelques années avant avait déjà créé par le biais de l'association qu'il présidait, le Village Titan, une année préparatoire aux écoles d'art de la France métropolitaine. Installée à ses débuts rue du 8-Mars parc de l'Oasis, l'école qui s'appelait alors l’école des beaux-arts et des métiers d'art de La Réunion permettait de valider un certificat d'études d'arts plastiques, (CEAP).
C'est en 1997 qu'elle eut l'agrément du ministère pour créer un diplôme à bac + 3, le diplôme national d'arts plastiques avec l'option art (DNAP). Ce fut un 100 % délivré par le jury venu de l'extérieur.
En 2002, l'école déménage pour intégrer ses nouveaux locaux situés en face de la médiathèque municipale du Port. Une partie de l'espace sera loué la même année à l'école d'architecture de La Réunion. L'architecture est signée Architecture Studio.
Dès 2003 l'école obtient un nouvel agrément du ministère, elle peut désormais délivrer des DNAP avec les options design et communication ainsi qu'un bac + 5, le diplôme national supérieur d'expression plastique (DNSEP) avec ces trois options.
L'année 2003 sera une année de transition, où il n'y aura qu'une quatrième année et pas encore de cinquième année.
2004 sera l'année où l'école devient de manière effective école supérieure des beaux-arts avec une année de DNSEP.
Parallèlement, l'école développe la même année une plateforme de recherche internationale s'articulant autour de l'Art de la Science et du Paysage.
En 2006-2007, l’École des beaux-arts de La Réunion devient un Centre de validation des acquis de l’expérience. Elle peut alors valider les diplômes suivants: DNAP art, communication et design, DNSEP art, DNAT design de produit, design d’espace et design graphique.
En 2007 et 2009, l'École supérieure des beaux-arts de La Réunion est coorganisateur de la Biennale arts actuels Réunion en Art, Design, Création Numérique et Immatérielle.
Le 15 février 2011, l'École supérieure des beaux-arts de la Réunion devient l'École supérieure d'art de La Réunion ou ESA Réunion un Établissement public de coopération culturelle.
Parallèlement, la structure associative qui portait l'école depuis sa création change de nom et devient Antigone, association organisant la Biennale arts actuels Réunion.
En avril 2011, l'école obtient un nouvel agrément du ministère, elle peut désormais délivrer l'ensemble de ses diplômes par la validation des acquis et de l'expérience.
En septembre 2013, le directeur Thomas Kocek est ouvertement critiqué par des représentants des enseignants et des étudiants. Un préavis de grève illimitée est déposé pour le 16 septembre. Thomas Kocek est ensuite licencié pour insuffisances professionnelles.

## Directeurs successifs
- Alain Séraphine : - 2011
- Thomas Kocek : octobre 2011-septembre 2013[14]
- Louis Rivière[15]
- Patricia De Bollivier : 17 novembre 2014-2021[16],[17]
- Frédéric Mary (par intérim) : 2021-mai 2022[18]
- Julien Cadoret (actuel) : depuis juin 2022[19]

## Personnalités étant intervenues ou ayant exposé à l'école
Thierry Cauwet peintre
- Maurice Benayoun : art numérique
- Jack Beng-Thi : Sculpture
- Julien Blaine : Performance
- Jean-Louis Bompoint : Cinéma
- Daniel Buren : Artiste
- Fabio Calvetti : Peinture
- Didier Chamizo : Peinture
- Claude Dityvon : Photographie
- Michel Geiss : Musique électronique
- Alain Gili : Cinéma
- Toni Grand : Sculpture
- Fabrice Hyber : Artiste
- Christian Jaccard : Peintre
- Tadashi Kawamata : Artiste
- William Kentridge : Artiste et réalisateur d’animation
- Georges Lacroix : Réalisation 3D
- Henri Maillot-Rosély : Dessin et Sculpture
- Eugène Mangalaza : philosophie et anthropologie
- Enzo Mayo : Peinture et Sculpture
- Roger Pic : Photographie et Documentaire
- Willy Ronis : Photographie
- Sebastião Salgado : Photographie
- Claude Sauvageot : Photographie
- Shovel Tattoos : Bande dessinée
- Philippe Vuillemin : Bande dessinée